# Дейли НК
Дейли НК е южнокорейски онлайн новинарски вестник, отразяващ проблемите, свързани със Северна Корея. Сайтът редовно публикува материали от КНДР, получени чрез собствена мрежа от информатори, работещи в страната.
Уебсайтът на Дейли НК е създаден в декември 2004 г., публикува разнообразни материали за правата на човека в КНДР. По-голямата част от материала е публикуван на корейски. Има раздели на сайта на английски, китайски и японски. Вътрешни източници в КНДР предават материали до офиса в Сеул, използвайки китайски мобилни телефони на границата между Северна Корея и Китайската народна република. Изданието също има няколко кореспонденти в Китай, които интервюират хора, избягали от Северна Корея. Сайтът публикува интервюта с бежанци от Северна Корея и информация за ефирното време и публикации в севернокорейските медии.
Материалите на сайта често се цитират от медиите от различни страни. Севернокорейският съвет за мирно обединение на Родината в изявление до CTC критикува „Дейли НК“ за т. нар. „Кампания за клевета и дискредитиране на КНДР.“ Поради трудностите при докладването от КНДР, някои доклади съдържат неточности. Ню Йорк Таймс обаче съобщава, че от 2010 г. качеството и точността на информацията, публикувана от „Дейли НК“, се е подобрила, тъй като повече севернокорейски интелектуалци и бивши високопоставени служители са се отклонили на юг.
Хван Чжан Еп, бивш високопоставен севернокорейски политик, председател на Върховното народно събрание на КНДР от 1972 до 1983 г., получава своя собствена рубрика на сайта. Той избягва от КНДР през 1997 г., като се появява в посолството на Южна Корея в Пекин, ставайки най-високопоставеният севернокорейски дезертьор.